# サフル大陸

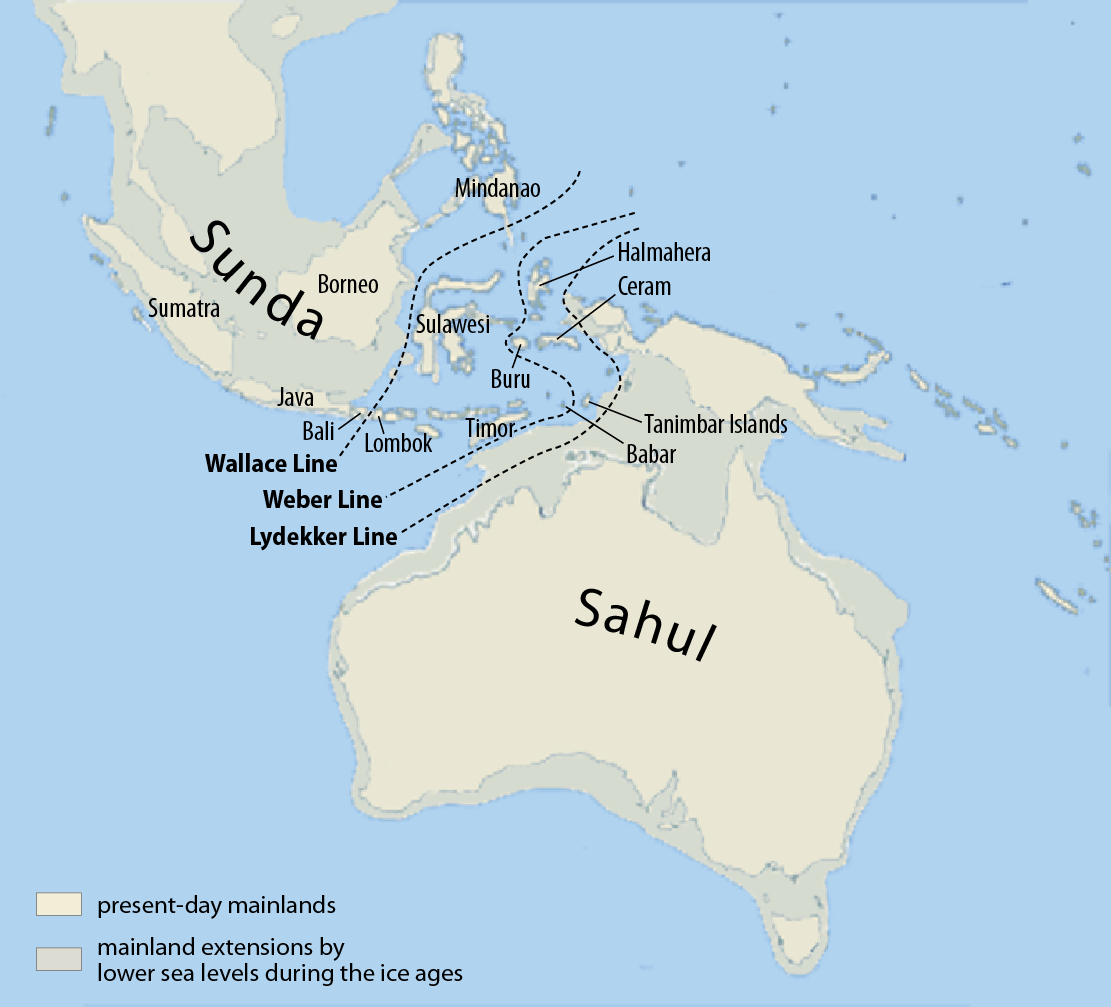

サフル大陸（サフルたいりく）とは、ニューギニア、オーストラリア、タスマニア島など今のオセアニアを形成している国をカバーする大陸である。

## 名称
現在の大陸棚が示す範囲が更新世の氷期に1つの陸地として地表に現れていた。この大陸棚をサフル大陸棚と呼ぶ。サフルという言葉は最初17世紀のオランダの地図に見られる。1845年にサフル大陸棚とスンダ大陸棚の概念が提唱され、1919年にモレングラーフとウェーバーが命名した。1970年代に考古学者はオーストララシアという言葉を使っていたが、1975年の総会でサフルを大陸棚だけでなく大陸を指すようになった。

## 歴史

### サフル大陸の誕生
現在のアフリカ大陸・南アメリカ大陸・インド亜大陸・南極大陸・オーストラリア大陸などを含む超大陸が先カンブリア時代末期の約6億年前に誕生した。その後、ゴンドワナやパンゲアなど超大陸の分裂・形成があり、現在のような大陸になっていった。4千万年前にはオーストラリアとニューギニアは分離していた。ユーラシア大陸も氷期はベーリング地峡の形成でアメリカ大陸と繋がっていたので、氷期にはアフロ・ユーラシア・アメリカ、サフル、南極の三大陸があった。そして約7万年前から1万年前、直近の氷期で、海水面が低くなり、オーストラリア大陸とニューギニア周辺の大陸棚が一体化して再びサフル大陸が陸続きの亜大陸となって復活した。人類がサフル大陸に到達するのはこの時代である。

### 人類の進出
人類がサフル大陸に進出したのは、最終氷期にあたる紀元前6万～5万年の旧石器時代である。そのため、当時は海面が現在より80メートルも低かったとされ、大陸が形成できた。しかし、それでもサフル大陸に最も近い現在の東南アジアとなるスンダランドからは80キロメートルの距離があり、意図的な航海だったことが予測されている。この時代の人間は簡単な石器しか作れなかったため、サフル大陸に渡った人類の痕跡は、石器類の人工遺物、埋葬された人骨などである。最も古い人類の痕跡は北部、東南部から発見されており、年代は約6万年前なので、上陸した地からかなり遠い東南部から報告されているということは、かなり速いスピードで人類がサフル大陸に進出して行った事が分かる。また、オーストラリアの古い遺跡が、サフルの海岸沿いに位置していることから、海岸沿いに人類が進出したものと思われる。

### 人類の特徴
移り住んだ人類の特徴は、オーストラリア東南部からの出土人骨から解析されており、大きく分けて2タイプある。1つ目は頑強な体型で、ウィンランド湖、コウ沼遺跡、コフナ、クーボル遺跡などから、1万5千年前から5千年前にかけて出土しているタイプである。2つ目は華奢な体型で、明らかに新人類（現代型ホモ・サピエンス）に属していると思われ、6万2千年前とかなり古いタイプである。このことから、サフル大陸に移住してきたのは新人類で、そこから頑強な体型の人々が派生したという一元説が現在の通説となっている。
生活形態は旧石器時代のままで、簡単な石器しか作れなかった。そのため、狩猟や採集を主とする生活を送っていた。また、海洋資源の利用も3万年から2万年前には行われていたとされる。3万年前には、中央部の乾燥地域にも進出した。ただし、当時は冷涼・湿潤な地域で、大変暮らしやすい地域だった。
また、サフル大陸からニューギニア北東沖の島国、ビスマーク諸島、ソロモン諸島などへ旧石器人類はどんどん拡散していった。